# Gare d'Edmonton
La  gare d'Edmonton est une gare ferroviaire canadienne, située dans la ville d’Edmonton en Alberta.
C'est une gare Via Rail Canada desservie par le train dénommé Le Canadien.

## Service des voyageurs

### Accueil
Gare ouverte mardi, mercredi, vendredi et samedi, et fermée lundi, samedi et dimanche.

### Desserte
Edmonton est desservie par le train Le Canadien de Via Rail Canada.

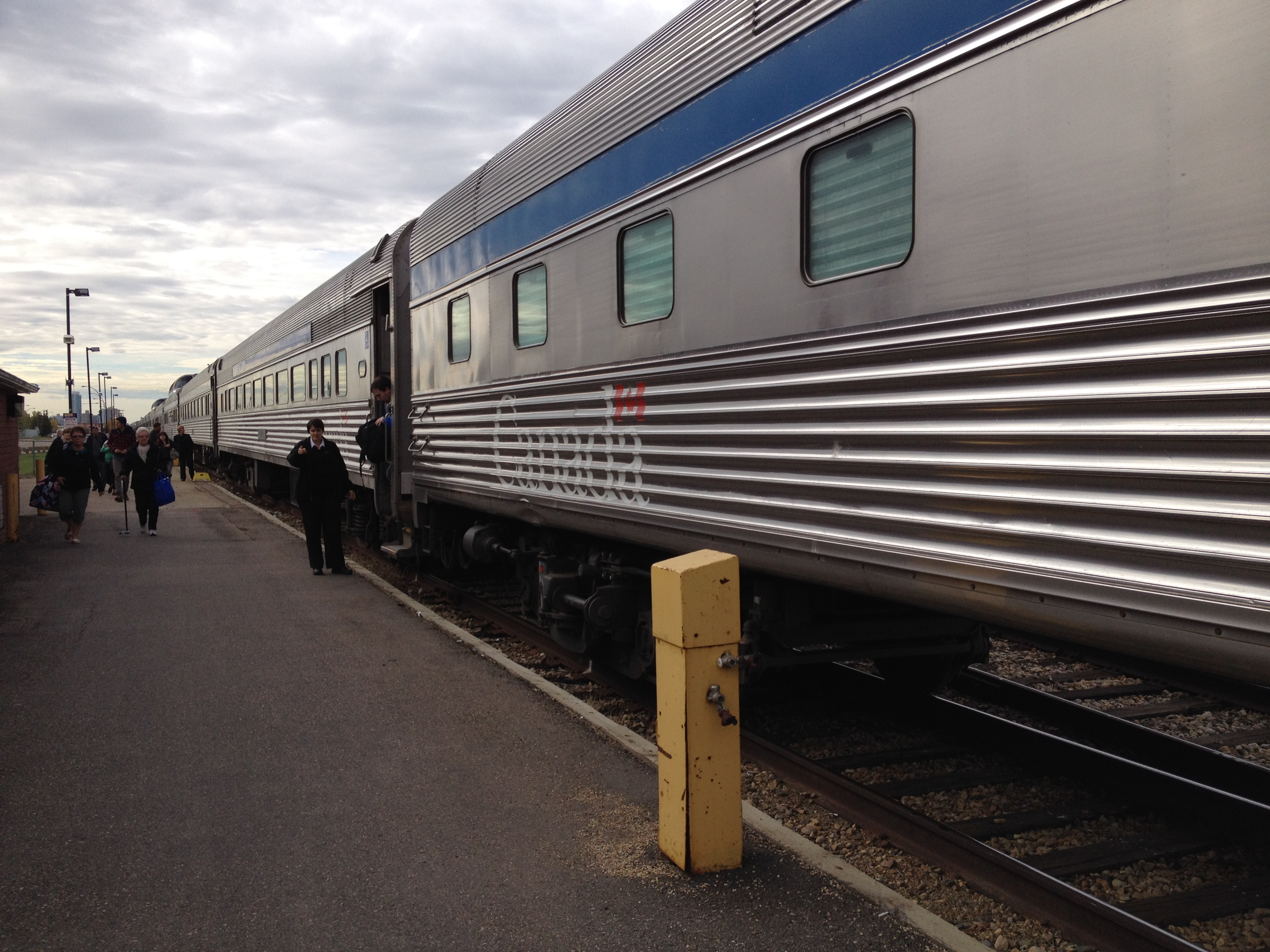
Desserte de la gare en 2015.